# 大熊座SZ
大熊座SZ是一顆位於大熊座附近的紅矮星，距離地球29.5光年。它也是一顆耀星。